# Les Monts du Roumois
Les Monts du Roumois è un comune francese di nuova costituzione. È stato creato il 1º gennaio 2017 assorbendo i 3 comuni di Berville-en-Roumois, Bosguérard-de-Marcouville e Houlbec-près-le-Gros-Theil, che ne sono divenuti comuni delegati.